# Munychryia senicula
Munychryia senicula là một loài bướm đêm thuộc họ Anthelidae. Loài này được Francis Walker mô tả năm 1865. Loài này có ở Úc.